# Долины (Стародобротворский старостинский округ)
Долины (укр. Долини) — село в Добротворской поселковой общине Шептицкого района Львовской области Украины.
Население по переписи 2001 года составляло 152 человека. Занимает площадь 0,425 км². Почтовый индекс — 80410. Телефонный код — 3254.